# Jax (Haute-Loire)
Jax település Franciaországban, Haute-Loire megyében. Lakosainak száma 143 fő (2022. január 1.). Jax Chavaniac-Lafayette, Josat, Mazerat-Aurouze, Sainte-Eugénie-de-Villeneuve és Varennes-Saint-Honorat községekkel határos.

## Népesség
A település népességének változása:
| Lakosok száma | 162  | 107  | 131  | 132  | 142  | 147  | 147  | 145  | 145  | 143  |
|               | 1968 | 1982 | 1990 | 2006 | 2013 | 2015 | 2017 | 2019 | 2020 | 2022 |